# Balkanopetalum beskovi
Balkanopetalum beskovi är en mångfotingart som beskrevs av Pius Strasser 1973. Balkanopetalum beskovi ingår i släktet Balkanopetalum och familjen Schizopetalidae. Inga underarter finns listade i Catalogue of Life.